# Huỳnh Tú Anh
Huỳnh Tú Anh  tên đầy đủ là Huỳnh Thị Tú Anh (sinh 29 tháng 12 năm 2002) là một nữ người mẫu Việt Nam. Cô đạt danh hiệu Quán quân The Face Vietnam 2023 và cô chính thức trở thành đại sứ quảng bá cho thuơng hiệu mỹ phẩm MAC Cosmetics 2023. Trước đó cô từng lọt vào Top 24 Tiktok FashUP 2022. Tháng 10 năm 2024, Tú Anh xuất hiện trên trang bìa tạp chí Vogue Singapore, điều này giúp cô trở thành người mẫu có quốc tịch Việt Nam đầu tiên xuất hiện trên trang bìa của 1 phiên bản từ tạp chí Vogue danh giá.

## Tiểu sử
Huỳnh Tú Anh sinh năm 2002 tại Bình Dương, cô từng học tại THPT Nguyễn Huệ và hiện tại đang học tập và làm việc tại TPHCM.

## Sự nghiệp

### Tiktok FashUp 2022
Cô tham dự và cô đã lọt vào top 24 chung cuộc.

### The Face Vietnam 2023
Cô chính thức ghi danh tại The Face Vietnam - Gương mặt người mẫu Việt Nam 2023 và cô thuộc đội của HLV Anh Thư, được đánh giá là một trong những thí sinh có gương mặt đậm chất thời trang cao cấp (high fashion) trong top 15. Ngay từ vòng casting, Tú Anh được biết đến với câu chuyện truyền cảm hứng về hành trình giảm cân để thực hiện đam mê người mẫu và cô chính thức đạt danh hiệu quán quân chung cuộc.

### Ký hợp đồng với công ty quản lý người mẫu quốc tế và xuất hiện trên trang bìaVogue Singapore
Đầu tháng 9 năm 2024, nhờ sự hậu thuẫn từ công ty quản lý tại Việt Nam là BeU Models, Tú Anh đã quyết định ký hợp đồng cùng Supreme Model Management thuộc hệ thống của Women Management tại cả 3 thị trường là Paris, London, New York, và Major Models tại Milan để bắt đầu sự nghiệp người mẫu quốc tế của mình. Ngày 20 tháng 9 năm 2024, cô xuất hiện tại Tuần lễ thời trang Milan và trình diễn trong show diễn trình làng cho Bộ sưu tập Xuân Hè 2025 của nhà mốt Ý - CALCATERRA. Cùng tháng, cô tham dự Tuần lễ thời trang Paris Xuân Hè 2025 và tiếp tục trình diễn cho 2 thương hiệu Hodakova và Leonard Paris. Ngày 3 tháng 10, Tú Anh cùng với 3 người mẫu Aslesha (Singapore), Suganya (Malaysia) và Clarita (Indonesia) xuất hiện trên trang bìa chính bản của Vogue Singapore số tháng 10/2024, điều này cũng giúp cô trở thành người mẫu có quốc tịch Việt Nam đầu tiên xuất hiện trên bìa tạp chí Vogue danh giá. Đồng thời theo Multimedia JSC và BeU Models, cô còn trình diễn trong private show của 2 thương hiệu khác là Blssd và Lacoste.

## Tạp chí
Tú Anh đã xuất hiện trên trang bìa của 2/4 tạp chí lớn nhất Việt Nam.
    : Tứ đại Tạp chí Việt Nam (Đẹp, Elle Vietnam, Harper's Bazaar Vietnam, L'Officiel Vietnam)
    : Các phiên bản Tạp Chí Vogue
| Năm       | Tạp chí                                           | Tháng          |             |
| --------- | ------------------------------------------------- | -------------- | ----------- |
| 2023      | Harper's Bazaar Vietnam                           | 11             | [ 9 ]       |
| 2023      | Tạp Chí Mốt                                       | 12             | [ 10 ]      |
| 2023/2024 | One2Fly Magazine - Vietjetair's Inflight Magazine | 12/2023-1/2024 | [ 11 ]      |
| 2024      | Harper's Bazaar Vietnam                           | 03             | [ 12 ]      |
| 2024      | Vogue Singapore                                   | 10             | [ 3 ] [ 4 ] |
| 2024      | Tạp Chí Đẹp                                       | 11             | [ 13 ]      |

## Thành tích
- Top 24 Tiktok FashUP 2022
- Quán Quân The Face Vietnam 2023
  - Chiến thắng Master Class tập 6
  - Chiến thắng thử thách M.A.C Cosmetics tập 9
- Được xuất hiện 2 lần trên trang bìa tạp chí thời trang Harper's Bazaar Vietnam (số tháng 11/2023 và tháng 3/2024)[9][12]
- Xuất hiện trên trang bìa Tạp Chí Đẹp số tháng 11/2024.[13]
- Trở thành gương mặt đại diện cho Tuần lễ Thời trang Quốc tế Việt Nam – Vietnam International Fashion Week Thu Đông 2023
- Trở thành người mẫu quốc tịch Việt Nam đầu tiên xuất hiện trên trang bìa tạp chí Vogue, cụ thể là phiên bản Singapore.[3][4]